# Sa vz. 58
CZ Sa vz. 58 (чеш. Samopal vzor 58, автомат образца 1958 года) — чехословацкий автомат. Внешне напоминающий автомат Калашникова, Sa vz. 58 использует другой принцип работы автоматики, и никакие детали АК, включая магазины, с этим автоматом несовместимы.

## История
14 мая 1955 года Чехословакия вошла в Организацию Варшавского Договора и приняла на себя обязательства о стандартизации используемого вооружения и военной техники (в том числе, стрелкового оружия и боеприпасов).
Разработка автомата под названием «Koště» (с чеш. — «Метла») началась в 1956 году. Главой проекта был инженер Иржи Чермак из Брно, работавший в конструкторском бюро на государственном оружейном предприятии Česká Zbrojovka в городе Угерски-Брод. В 1958 году он был принят на вооружение под названием Sa vz. 58 и в конце 1950х начал поступать в войска, заменяя самозарядную винтовку vz. 52 и пистолеты-пулемёты Sa 24 и Sa 26.
За 25 лет производства было выпущено более 920 тысяч автоматов, которые состояли на вооружении ЧССР, Кубы, ряда стран Азии и Африки.
После распада Чехословакии началось сокращение численности вооруженных сил Чехии и Словакии, военно-политическим руководством было принято решение о присоединении к блоку НАТО (стандартным промежуточным патроном в котором являлся американский 5,56 × 45 мм). В результате активизировалась распродажа складских запасов автоматов vz.58 в страны «третьего мира». 12 марта 1999 года Чехия вступила в НАТО, однако автоматы vz.58 остались на вооружении (разработанный в 1990-е годы для замены vz.58 автомат ČZ 2000 из-за нехватки финансовых средств на вооружение не приняли).
В 1999 году на оружейной выставке «IDET-1999» чешская фирма «Caliber Praha s.r.o.» представила несколько вариантов модернизации автомата, предложенные на экспорт (автомат с глушителем звука выстрела; автомат с щелевым пламегасителем по образцу М-16; автомат с подствольным 40-мм гранатомётом; автомат с ночным прицелом; два варианта автомата с лазерными целеуказателями — в результате, до 2005 года было куплено несколько десятков модернизированных фирмой автоматов, но распространения они не получили). В 2002 году начали разработку модернизированного варианта vz.58 для вооруженных сил Чехии, который должен был соответствовать стандартам НАТО.
В 2016 году в Чехии был предложен ещё один вариант ремонта и модернизации автоматов vz.58, по-прежнему остававшихся на вооружении войск (с установкой на них нового складного приклада, цевья и пистолетной рукояти).

## Описание

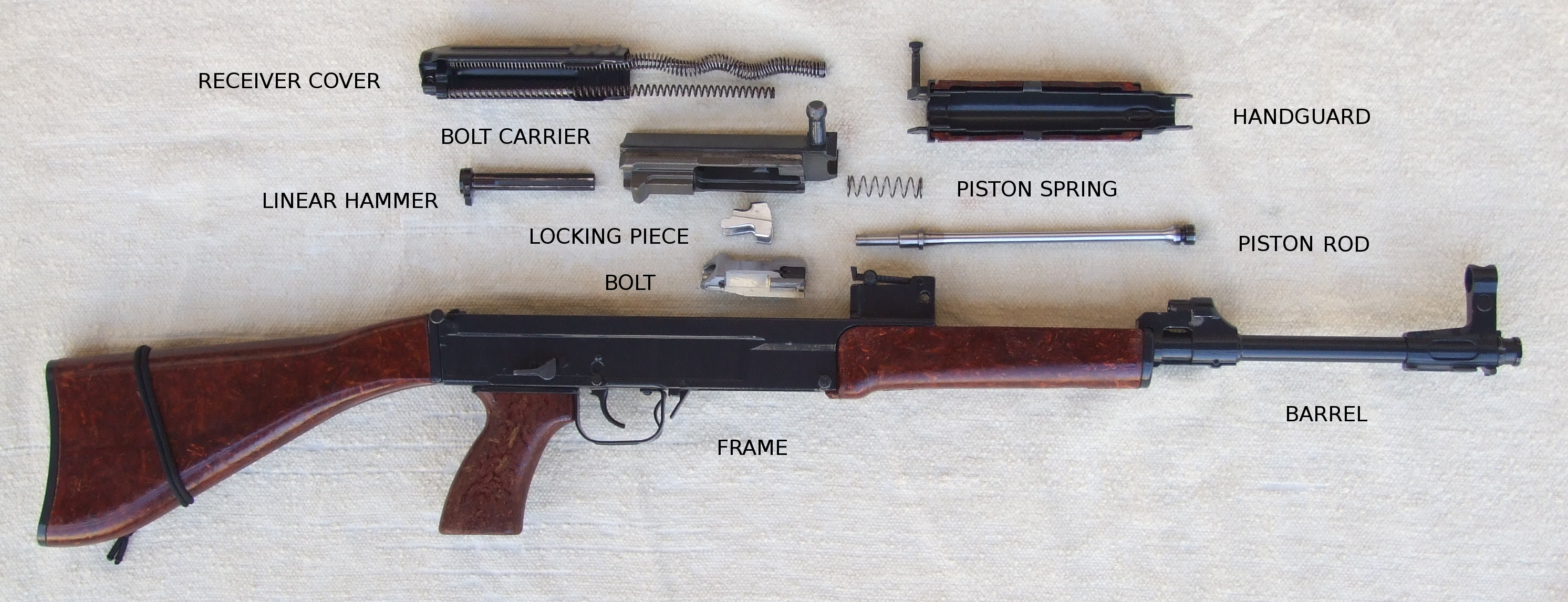
неполная разборка Vz.58P

### Принцип работы
Автоматика Sa vz. 58, которая может вести одиночный и непрерывный огонь, основана на отводе пороховых газов из канала ствола через просверленное отверстие в полый цилиндр с коротким ходом газового поршня. В автомате нет газового регулятора, всё давление пороховых газов направлено на головку поршня, который продвигает его назад за один импульсивный удар. Поршень продвигается назад только на 19 мм, а его собственная лёгкая возвратная пружина возвращает его в прежнее положение. После прохода 16 мм пороховые газы выходят из поршня. Весь шток поршня хромирован для предотвращения загрязнения.
Основной элемент системы запирания ствола — качающаяся боевая личинка на нижней части затвора, между двумя фиксирующими выступами. Ствол отпирается коротким ходом поршня, который ударяет по затворной раме и толкает его назад. После продвижения на 22 мм клиновидная поверхность затворной рамы движется под казённым запирающим элементом и поднимает его вверх, выходя из зацепления. Казённый запирающий элемент поднимается вверх и это движение позволяет выбросить гильзу. Выбрасыватель закреплён и находится между канавок, вырезанных в нижней части затвора.

### Конструкция
Схожий внешне с АК, автомат Sa vz. 58 имеет принципиально другую конструкцию. Ударно-спусковой механизм — куркового типа с необычным поступательным курком, ударник находится внутри затворного замка с выбрасывателем. Ударный механизм трубчатой конструкции выступает сзади из тела затвора, а позади него находится витая боевая пружина, упирающаяся в заднюю стенку ствольной коробки. На открытом конце курка приварена пластина, на каждой стороне которой есть паз для того, чтобы двигаться по направляющим рельсам приёмника. Снизу курка есть зуб — боевой взвод, который цепляется с шепталом. Курок бьёт по ударнику для произведения выстрела.
Оружие позволяет вести стрельбу одиночными выстрелами и очередями. Справа над пистолетной рукояткой находится трёхпозиционный предохранитель-переводчик, который может быть выставлен в безопасный режим (предохранитель, вертикальная позиция), режим одиночной стрельбы (1) и режим непрерывной стрельбы (30). При одиночном огне (переводчик отведён назад) шептало отключено, а ударник (его левая часть) каждый раз блокируется разобщителем при попытке повторного контакта с патроном. При непрерывном огне (переводчик отведён вперёд) разобщитель не действует и не мешает вести стрельбу очередями. При установке предохранителя в безопасный режим связи между спусковым крючком и шепталом, удерживающим ударник, нет поскольку действует разобщитель. Внутренняя система защиты может также предотвратить выстрел, когда правая часть ударника «захвачена», и дальнейшее его движение возможно только после передёргивания затвора.
Для стрельбы используются коробчатые секторные магазины на 30 патронов, сделанные из алюминия. После последнего выстрела затвор будет оставаться открытым, пока не будет вставлен магазин. Защёлка магазина находится слева у основания ствольной коробки. Выбрасыватель — у основания приёмника магазина. Доступны также и обоймы на 10 патронов (наподобие СКС). Магазины Sa vz. 58 не совместимы с магазинами автоматов семейства АК.
У этого автомата также есть интересная особенность в виде быстрой смены приклада: доступны для установки обычный деревянный и складной металлический, а также приклады в стиле AR-15 с возможностью монтирования буферной трубки к ствольной коробке. Трубка располагается под небольшим углом вниз в связи с низко расположенным прицелом. Для выбора какого-либо варианта достаточно вытащить затвор из ствольной коробки и уже затем поменять приклад.

### Техника производства
Автомат отличается высоким качеством изготовления. Ствольная коробка фрезерована. Крышка затвора выпрессована из листовой стали. Имеется хромирование затвора, газовых тяг и канала ствола, а также фосфатирование внешних поверхностей всех деталей, которые также для защиты от коррозии покрыты специальным лаком. Приклад, пистолетная рукоятка и цевьё выполнены из дерева (ранние образцы), либо из пластика с наполнением из деревянных опилок (поздние образцы). К автомату может крепиться штык-нож, а также (для некоторых образцов) сошки и подствольный гранатомёт.

### Прицелы и аксессуары
Прицел автомата состоит из мушки и регулируемого целика: целик позволяет поражать мишени на расстоянии от 100 до 800 м с шагом регуляции 100 м. На левой части целика есть пометка в виде буквы U (univerzální, «универсальный»). Из автомата можно эффективно поражать как стационарные, так и движущиеся цели в светлое и тёмное время суток на дистанции до 300 м. Прицельная линия — 380 мм. Возможна также установка штык-ножа.
Разные компании изготавливали различные аксессуары и запчасти для vz. 58: затвор в «тактическом» оформлении, двусторонние переводчики огня, различные цевья, оптические прицелы, дульные тормоза и компенсаторы. Все они пригодны как для военных, так и гражданских моделей: оружием с такими аксессуарами оснащены солдаты из частных военных компаний. В комплекте с автоматом также продаются четыре запасных магазина, мешок для магазинов, штык и ножны, щётка для очистки, дульный колпачок, бутылка с маслом, унифицированный ремень, инструмент для регулировки прицела, устройство для стрельбы холостыми патронами и сошки.

## Варианты

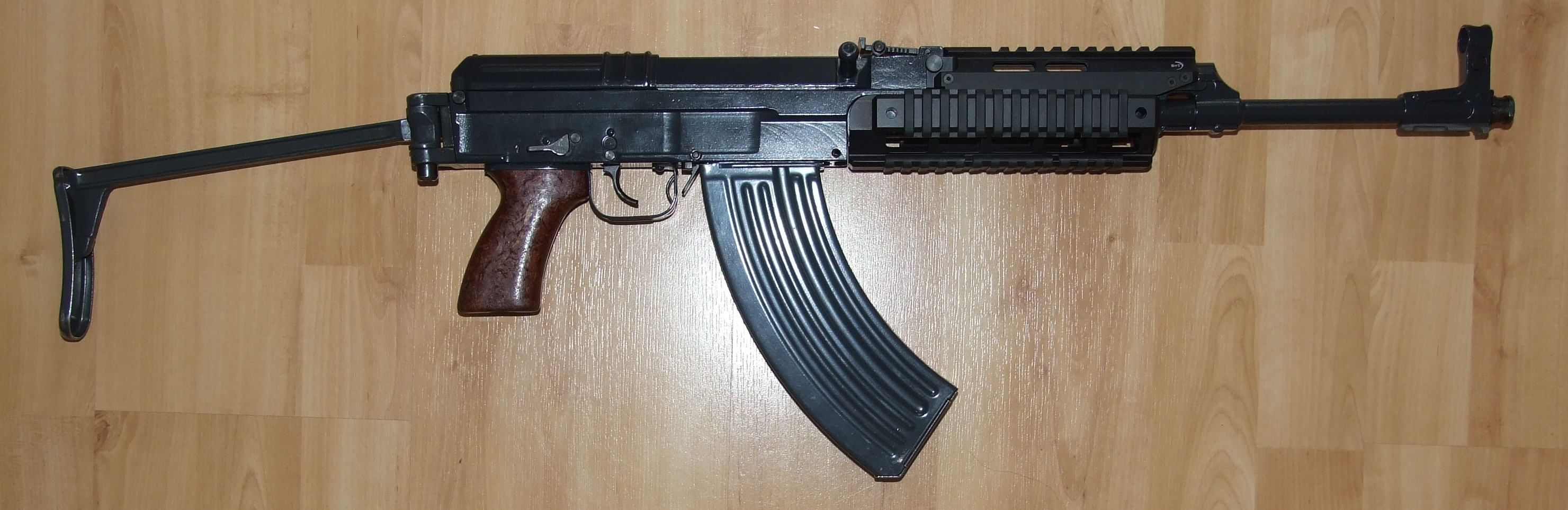
модернизированный Sa vz. 58V (установлено новое цевье с прицельной планкой)

- Sa vz. 58 P (Pěchotní, «пехотный»): общевойсковой вариант с постоянным прикладом[11]. Чешскими солдатами назывался «pádlo» (чеш. pádlo — весло). Для спецподразделений существовал вариант с прицельной планкой Пикатинни[13].
- Sa vz. 58 V (Výsadkový, «десантный»): вариант со складным вправо металлическим прикладом[11], использовался воздушно-десантными войсками и экипажами бронетехники. Чешскими солдатами назывался «kosa» (чеш. коса). Для спецподразделений существовал вариант с прицельной планкой Пикатинни[13].
- Sa vz. 58 Pi (Pěchotní s infračerveným zaměřovačem, «пехотный с инфракрасным прицелом»): вариант с креплением типа «ласточкин хвост» для ночного прицела НСП-2, жёстким прикладом, массивным коническим пламегасителем и складной сошкой[11]. Для спецподразделений существовал вариант с прицельной планкой Пикатинни[13].
- SA vz.58 Defender — вариант модернизации, разработанный и предложенный в 2006 году для вооруженных сил Чехии и на экспорт — для соответствия стандартам НАТО стандартные приклад и цевье заменяли на более удобный складной приклад и новое пластмассовое цевье с прицельной планкой MIL STD 1913 и съемной тактической передней рукоятью[14].
- SA vz.58 Expert — вариант модернизации, разработанный чешской фирмой «GuneXpert» и предложенный на экспорт в 2008 году — для соответствия стандартам НАТО стандартные приклад и цевье заменяли на более удобный складной приклад, новое пластмассовое цевье и новую пластмассовую рукоять, на ствольной коробке устанавливали прицельную планку Weaver, на дульной части ствола — тормоз-компенсатор TZ (который разработал инженер Tomas Zendl)[15]
- AP-Z 67: экспериментальная автоматическая винтовка под патрон 7,62 × 51 мм НАТО, разработанный в 1966 году.
- ÚP-Z 70: экспериментальная штурмовая винтовка под патрон 5,56 × 45 мм НАТО, разработанный в 1970 году.
- EZ-B: экспериментальный образец в компоновке булл-пап, разработанный в 1976 году.
- KLEČ («горная сосна»): ручной пулемёт наподобие РПК с 590-мм стволом, разработанный в 1976 году.
- Lehká odstřelovačská puška vz. 58/97: экспериментальная снайперская винтовка разработки VTÚVM Slavičín.
- Samopal vz. 58/98 Bulldog: вариант под патрон 9 × 19 мм Парабеллум разработки VTÚVM Slavičín.
- CZH 2003 Sport: гражданский самозарядный вариант[16] со стандартным (390 мм) или укороченным (295 мм) стволом. Ограниченное производство в Канаде вариантов с удлинённым стволом (490 мм).
- CZ 858 Tactical: гражданский самозарядный карабин, c 2004 года производившийся для рынка Канады на основе не использованных в военном производстве деталей[17][18]. Производится со стандартным стволом (390 мм) версии −4V или удлинённым стволом (482 мм) версии −2. Ствол версии −2 не хромированный. Внешние детали — лакированные по образцу современных винтовок. Приклад изготавливается из дерева, на прикладе выгравировано изображение кленового листа.
- FSN Series: гражданские самозарядные варианты FSN-01 (390 мм) с наличием/отсутствием складного приклада (FSN-01F и FSN-01W с деревянным прикладом и щекой), с укороченным стволом (279 мм) и складным прикладом. Внешние детали выполнены из воронёной стали. Приклады для всех вариантов, за исключением −01W, изготавливаются из бакелита.
- CSA vz. 58 Sporter (модели Tactical Sporter и Military Sporter): самозарядные варианты, разработанные в 2007 году для продажи в США компанией Czech Small Arms. Модели: Compact (190 мм, складной приклад), Carbine (300 или 310 мм, складной приклад) и Rifle (390 или 410 мм, жёсткий приклад). Имеют новый ударно-спусковой механизм и новую ствольную коробку, исключающие переделку в полностью автоматическое оружие[19]. Производятся под патроны 5,56 × 45 мм и 7,62 × 39 мм[20].
- Rimfire VZ 58: вариант «Ogar 58» производства компании Highland Arms в Чехии.
- Vz 2008: вариант производства компании Century Arms с использованием американского приёмника магазинов и ствола
- Rung Paisarn RPS-001: вариант Sa vz. 58 с деталями от автомата M16, произведённый впервые в 1986 году таиландской компанией Rung Paisarn Heavy Industries[21]

## Страны-эксплуатанты

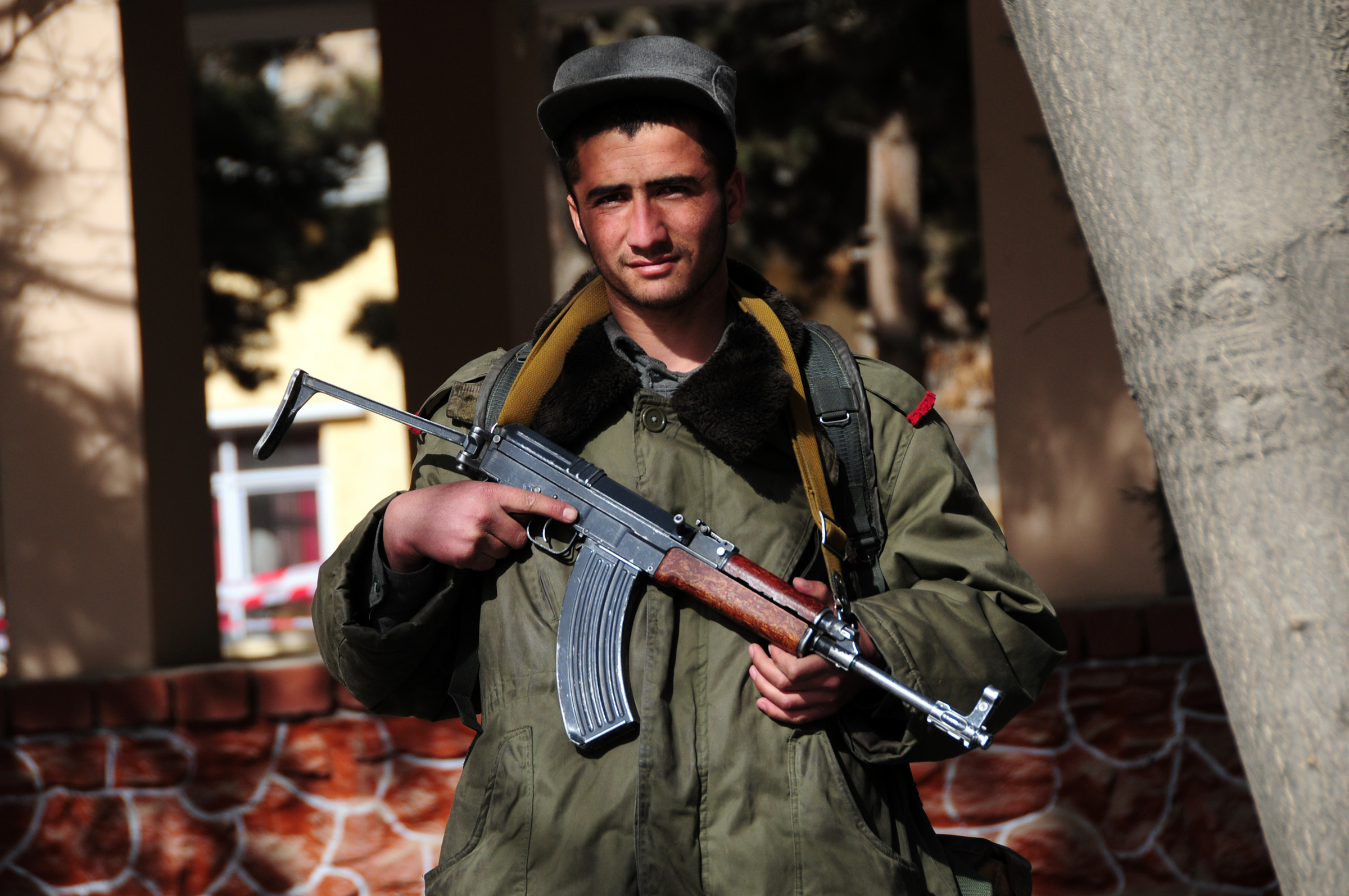
афганский полицейский с автоматом Sa vz. 58V (январь 2010)

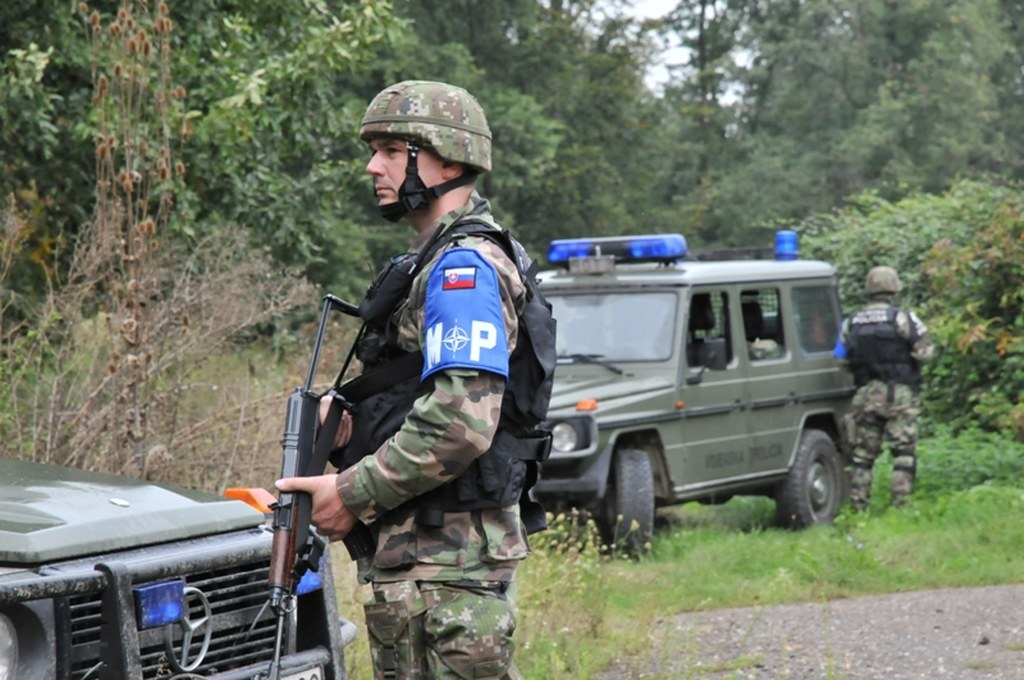
военный полицейский Словакии с автоматом Sa vz. 58V (сентябрь 2010)

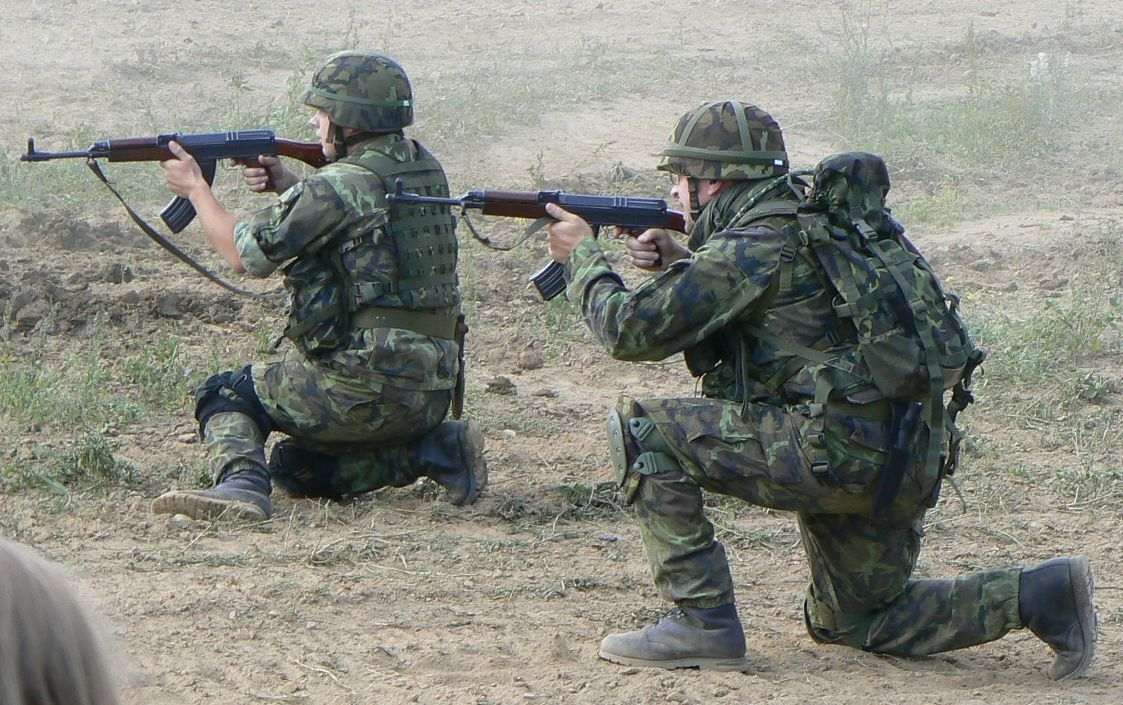
резервисты вооружённых сил Чехии с автоматами Sa vz. 58 (август 2008)

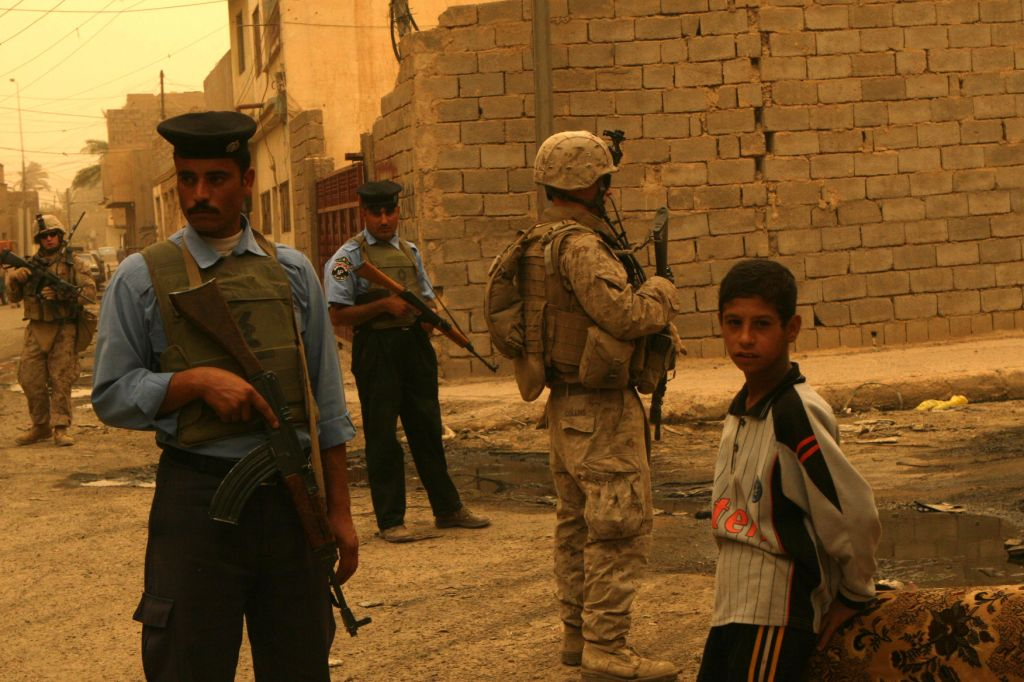
иракские полицейские с автоматами Sa vz. 58 в городе Рамади (июль 2008)

- Чехословакия: находился на вооружении Чехословацкой народной армии до раздела страны в 1993 году[11]
- Ангола[22]
- Исламская Республика Афганистан[23]
- Биафра[24]
- Буркина-Фасо[25]
- Вьетнам: использовался партизанами НФОЮВ во время войны во Вьетнаме[11], также состоит на вооружении современных ВС Вьетнама[26]
- Гватемала[22]
- Гвинея[23]
- Индия[22]
- Ирак: в 2007 году из Словакии в Ирак отправили 51 100 шт. автоматов vz.58[22][27], ими вооружали иракскую полицию
- Кипр[23]
- Куба[23]
- Латвия — 13 тыс. автоматов было закуплено в середине 1990х годов в Словакию через фирму «Katrim Stella», но в дальнейшем оказалось, что часть доставленных автоматов оказалась бракованной[28][29] (на военном параде в 2014 году ими были вооружены пограничники)
- Ливия[23]
- Мозамбик[23]
- Сирия: оружие морской пехоты ВС Сирии, известен под прозвищем «бахрия» (с араб. — «морской»)
- Словакия: основное оружие ВС Словакии[23]
- Сомали[23]
- Танзания[23]
- Украина — 26 февраля 2022 министерство обороны Чехии передало в качестве военной помощи 5000 автоматов vz.58[30]
- Чехия: основной автомат вооружённых сил[23][31][32]. В 2010 году в конкурсе на новый автомат Чехии победил CZ 805 (в 2011 году его официально приняли на вооружение и с июля 2011 начались их поставки в войска)[33], в июле 2012 года с целью ускорить финансирование программы перевооружения министерство обороны Чехии приняло решение о сокращении складских запасов vz. 58 и продаже 20 000 шт. автоматов[34] (в августе 2014 года была разрешена их продажа в Ирак)[35].
- Эритрея[23]
- Эфиопия[23]

### Другие военизированные формирования
- Исламский освободительный фронт моро[36]
- Исламское государство[37]
- Ливанские военизированные группировки[38]
- Новая народная армия[39]
- Ольстерские лоялистские группировки[38][40]
- Пешмерга[41]

### На русском
- Описание CZ Sa vz. 58 на сайте weapon.at.ua (рус.)
- Автомат CZ SA Vz.58 (Чешская Республика / ЧССР) (рус.)

### На английском
- Описание CZ Sa vz. 58 на сайте производителя (англ.)
- GuneXpert — Modernization Vz.58
- CZ Hermex — Maker of the CZH-2003 Sport
- Instruction manual
- VZ 58 cal. .22 LR variant, conversion kit and accessories (недоступная ссылка)
- History of the vz. 58 Архивная копия от 19 октября 2017 на Wayback Machine
- Modern Firearms
- American Rifleman review of the vz. 58
- Разборка автомата Vz. 58 / CZ 858 Tactical на YouTube